# Pomnik Romana Wilhelmiego w Poznaniu
Pomnik Romana Wilhelmiego w Poznaniu – pomnik w formie popiersia upamiętniający Romana Wilhelmiego, aktora i reżysera urodzonego w Poznaniu, zlokalizowany na skwerze jego imienia, w obrębie poznańskiego Starego Miasta. Autorem rzeźby jest poznański artysta Roman Kosmala.

## Charakterystyka
Kamień węgielny pod budowę pomnika wmurowano 17 września 2012. Do zamykanej próżniowo tuby włożono akt erekcyjny, napisany ręcznie na papierze czerpanym – historię powstania pomnika, nazwiska darczyńców oraz jednodniówki przygotowane z okazji poznańskich Dni Romana Wilhelmiego.
Pomnik w znacznej części ufundowano z datków składanych przez miłośników talentu Wilhelmiego z Poznania i całej Polski (kosztował ponad 85 tys. zł).
Popiersie posadowione jest na metalowym postumencie, na którym znajduje się metalowa inskrypcja: ROMAN WILHELMI / 1936–1991 / WYBITNY AKTOR / OBYWATEL MIASTA / POZNANIA. Twarz aktora zwrócona jest w kierunku Sceny na Piętrze, gdzie grał i gdzie odbyła się jego ostatnia premiera teatralna.
Pomnik odsłonięto 3 listopada 2012, w ramach V Dni Romana Wilhelmiego, organizowanych przez Fundację sceny na piętrze Tespis, w 21. rocznicę śmierci aktora. W uroczystości wziął udział m.in. Olgierd Łukaszewicz – prezes Związku Artystów Scen Polskich.